# Tusmørke (album)
 For alternative betydninger, se Tusmørke (flertydig). (Se også artikler, som begynder med Tusmørke)
Tusmørke er det andet studiealbum fra det danske folkmetalband Huldre. Det blev udgivet i den 3. november 2016 og blev godt modtaget af anmelderne.

## Spor
1. "Jagt" - 3:44
2. "Hindeham" - 4:28
3. "Varulv" - 5:02
4. "Underjordisk" - 3:22
5. "Skifting" - 5:48
6. "Fæstemand" - 8:08
7. "Mørke" - 4:47
8. "Tæring" - 3:24
9. "Nattesorg" - 7:14

## Personel
- Bjarne Kristiansen - bas
- Jacob Lund - trommer, percussion
- Lasse Olufson  - guitar
- Laura Emilie Beck - violin
- Nanna Barslev - vokal
- Troels Dueholm Nørgaard - fløjte, drejelire, skalmeje